# Kadima
Kadima (hebrejsky: קדימה; „vpřed“ či „kupředu“) je izraelská liberálně centristická politická strana usilující o urychlené řešení izraelsko-palestinského konfliktu. Po volbách v roce 2006, kdy získala 29 ze 120 křesel v Knesetu, se stala nejsilnější izraelskou politickou stranou. V roce 2009 se její úspěch opakoval a získala 28 mandátů. V předčasných volbách v roce 2013 ale jen těsně překročila hranici volitelnosti a získala 2 poslanecké mandáty. Ve volbách v roce 2015 nekandidovala.

## Historie
Evakuace židovských osad z Pásma Gazy a jednostranné stažení se Izraele z tohoto území vytvořilo na izraelské politické scéně napětí a vedlo k rozštěpení vládní strany Likud a Strany práce. Z Likudu vystoupil tehdejší premiér Ariel Šaron a 21. listopadu 2005 společně s některými svými kolegy (Ehud Olmert, Cipi Livniová, aj.) založil stranu Kadima. K ní se připojilo i několik politiků ze Strany práce (Šimon Peres, Dalia Icik, Chajim Ramon, aj.).

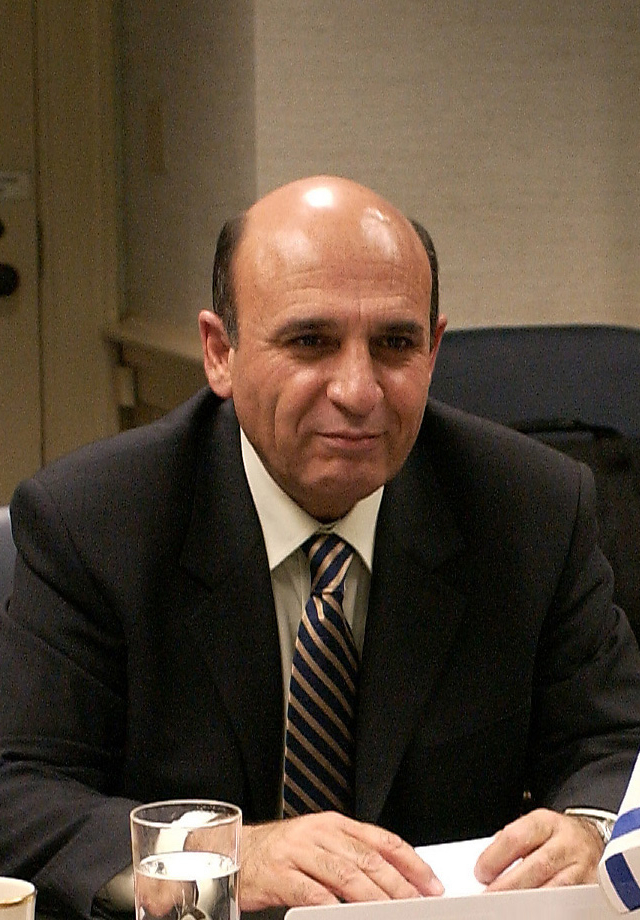
Šaul Mofaz – předseda strany v letech 2012 až 2015

Současně se založením Kadimy Ariel Šaron požádal prezidenta o rozpuštění Knesetu a vypsání předčasných voleb. Šaron začal stranu připravovat na předčasné volby, ale po sérii zdravotních problémů utrpěl 4. ledna 2006 vážnou mozkovou mrtvici po níž upadl do kómatu, ze kterého se již neprobral. V lednu 2006 stanul v čele strany tehdejší vicepremiér Ehud Olmert, který se o měsíc později, poté, co byl Ariel Šaron prohlášen za neschopného vykonávat funkci premiéra, ujal funkce premiéra. Ehud Olmert vedl nakonec stranu do předčasných voleb v březnu 2006. Ve volbách do 17. Knesetu – 28. března 2006 – získala Kadima 29 ze 120 křesel (tj. 22%) a stala se tak nejsilnější politickou stranou v zemi.
Následující sestavení vlády připadlo na Ehuda Olmerta, který složil vládní koalici sestávající z Kadimy, Strany práce, strany Šas, strany důchodců Gil. Po Druhé libanonské válce v létě 2006 přizval do vlády radikálně pravicovou stranu Jisra'el bejtejnu („Náš domov Izrael“).
Kadima a především její předseda Ehud Olmert se zdiskreditovali po fiasku v Druhé libanonské válce v létě 2006, která zdiskreditovala i politiku jednostranných ústupků, kterou zahájil Ariel Šaron jednostranným stažením Izraele z Pásma Gazy. Od 17. září 2008 do 27. března 2012 byla předsedkyní strany Cipi Livniová. Poté byl předsedou zvolen Šaul Mofaz, když porazil Livniovou poměrem 62 % ku 37 %. Krátce po svém zvolení prohlásil, že by vyhověl 100 % územních požadavků Palestinců. Některé z osad v Judeji a Samaří by ponechal Izraelcům a Palestincům by za ně dal jiné území stejné rozlohy, jiné z osad by nechal vystěhovat. Za toto prohlášení byl kritizován stranou Národní jednota a předsedou židovských obcí v Judey a Samaří Danny Dajanem.
Ve volbách v roce 2009 Kadima zvítězila a získala 28 mandátů. Nebyla ovšem schopna sestavit vládu a tak v čele nové vlády stanul Likud s 27 mandáty. Mezi květnem a červencem 2012 byla součástí druhé Netanjahuovy vlády, jejíž součástí se stala za účelem schválení tzv. Talova zákona. Pro neshody nad podobou zákona však nakonec vládu opustila. Podle průzkumů veřejného mínění z roku 2012 její vliv upadal. V předčasných parlamentních volbách v roce 2013 pak jen těsně překročila hranici volitelnosti a zůstaly jí jen dva poslanecké mandáty. Ve volbách v roce 2015 nekandidovala.